# 立川市立けやき台小学校
立川市立けやき台小学校（たちかわしりつ けやきだいしょうがっこう）は、東京都立川市若葉町一丁目にあった公立小学校。

## 沿革

### 設立の背景
1963年（昭和38年）5月1日に、立川市と砂川町が合併・新立川市が誕生した。翌年旧砂川町地区に団地建設の構想が上がり、現在の若葉町となる地域に「けやき台団地」が造成された。これに合わせて、団地に住む児童のためにけやき台小学校が設置される。1966年（昭和41年）10月3日に入校式挙行。団地の児童と、立川市立第八小学校からの編入生が最初の児童だった。

### 年表
- 1966年（昭和41年）[1]
  - 9月1日 - 学校開設。
  - 10月3日 - 入校式。
  - 不明 - 校庭にポプラと桜の苗木を植える。
- 1967年（昭和42年） - 校章制定。学研教育賞受賞。
- 1968年（昭和43年） - 体育館・プール完成。
- 1969年（昭和44年） - 給食開始。校歌制定。（作詞：サトウハチロー、作曲：渡邊浦人）
- 1970年（昭和45年） - 学童保育所設置。若葉町発足。
- 1971年（昭和46年） - 立川市立若葉小学校設立に伴い、一部児童が転出する。学区も若葉町1・2丁目のみに変更。
- 1974年（昭和49年） - 飼育舎完成。
- 1975年（昭和50年） - 創立10周年記念式典挙行。
- 1976年（昭和51年） - 難聴学級である「きこえ」の教室が開級（翌年「きこえとことば」の教室に改まる）。
- 1985年（昭和60年） - 創立20周年記念式典挙行。
- 1990年（平成2年） - 市制50周年を記念したタイムカプセルが校庭に埋められる（2040年開封予定）。
- 1991年（平成3年） - 水生植物観察池完成。
- 1995年（平成7年） - 創立30周年記念式典挙行。
- 2005年（平成17年） - 創立40周年記念式典挙行。
- 2018年（平成30年）3月31日 - 閉校。本校および若葉小学校が小規模校となったため、両校を統合し立川市立若葉台小学校開校[2]。旧・けやき台小学校の校舎を解体して若葉台小学校の校舎を建設するため、2020年度末までは旧・若葉小学校[3]の校舎（不足分は仮設校舎で対応）を使用した[4]。

## 教育目標
- 思いやりのある子
- よく考える子
- たくましい子

## 校章
3枚のケヤキの葉の上に図案化した「台」の字、更に「小」の字を重ねたもの。校歌の3番にも登場する。

## 交通
- 西武バス・立川バス
  - 「けやき台団地」下車徒歩3分
  - 「幸町3丁目」下車徒歩3分